# سباق الزمن لنخبة الرجال - بطولة أوروبا للدراجات 2018
سباق الزمن لنخبة الرجال - بطولة أوروبا للدراجات 2018 (بالإنجليزية: 2018 European Road Championships – Men's elite time trial)‏ هو سباق دراجات هوائية، وهو الموسم رقم 3 من السباق، وأقيم في 8 أغسطس 2018، وامتدّ لمسافة 45.7 كيلومتر، وهو أحد سباقات بطولة أوروبا للدراجات 2018، وهو من نوع سباق الزمن، وهو من نوع سباق الدراجات، وقد شارك في السباق 34 متسابقاً ووصل إلى نهايته 34 متسابقاً.
فاز فيه بالمركز الأول فكتور كامبنارتس، وبالمركز الثاني جوناثان كاستروفيجو، وبالمركز الثالث ماكسيميليان شاخمان.

## التصنيف العام النهائي
| \| التصنيف العام \| التصنيف العام \| التصنيف العام \| التصنيف العام \| التصنيف العام \| \| العداء \| العداء \| الفريق \| الوقت \| \| \| ------------- \| ------------------ \| ----------------------------------------------------------- \| ------------- \| ------------- \| \| 1 \| فكتور كامبنارتس \| فريق بلجيكا لركوب الدراجات للرجال [لغات أخرى]‏ \| 53 د 38 ث \| \| \| 2 \| جوناثان كاستروفيجو \| 2018 فريق إسبانيا لركوب الدراجات للرجال [لغات أخرى]‏ \| + 1 ث \| \| \| 3 \| ماكسيميليان شاخمان \| فريق ألمانيا لركوب الدراجات للرجال 2018‏ \| + 28 ث \| \| \| 4 \| يفيس لامارت \| فريق بلجيكا لركوب الدراجات للرجال [لغات أخرى]‏ \| + 31 ث \| \| \| 5 \| اليكس داوست \| فريق المملكة المتحدة لركوب الدراجات للرجال 2018 [لغات أخرى]‏ \| + 35 ث \| \| \| 6 \| ريان مولين \| فريق جمهورية أيرلندا لركوب الدراجات للرجال‏ \| + 41 ث \| \| \| 7 \| ستيفان كونغ \| فريق سويسرا لركوب الدراجات 2018 [لغات أخرى]‏ \| + 45 ث \| \| \| 8 \| جوس فان امدن \| 2018 فريق هولندا لركوب الدراجات [لغات أخرى]‏ \| + 55 ث \| \| \| 9 \| راسموس كواد \| فريق الدنمارك لركوب الدراجات للرجال 2018 [لغات أخرى]‏ \| + 56 ث \| \| \| 10 \| ديلان فان بارلي \| 2018 فريق هولندا لركوب الدراجات [لغات أخرى]‏ \| + 1 د 04 ث \| \| |                    |                                                  |            |  |
| |                    |                                                  |            |  |
| مصدر: ProCyclingStats |                    |                                                  |            |  |
| التصنيف العام |                    |                                                  |            |  |
| العداء | العداء             | الفريق                                           | الوقت      |  |
| 1 | فكتور كامبنارتس    | فريق بلجيكا لركوب الدراجات للرجال ‏               | 53 د 38 ث  |  |
| 2 | جوناثان كاستروفيجو | 2018 فريق إسبانيا لركوب الدراجات للرجال ‏         | + 1 ث      |  |
| 3 | ماكسيميليان شاخمان | فريق ألمانيا لركوب الدراجات للرجال 2018‏          | + 28 ث     |  |
| 4 | يفيس لامارت        | فريق بلجيكا لركوب الدراجات للرجال ‏               | + 31 ث     |  |
| 5 | اليكس داوست        | فريق المملكة المتحدة لركوب الدراجات للرجال 2018 ‏ | + 35 ث     |  |
| 6 | ريان مولين         | فريق جمهورية أيرلندا لركوب الدراجات للرجال‏       | + 41 ث     |  |
| 7 | ستيفان كونغ        | فريق سويسرا لركوب الدراجات 2018 ‏                 | + 45 ث     |  |
| 8 | جوس فان امدن       | 2018 فريق هولندا لركوب الدراجات ‏                 | + 55 ث     |  |
| 9 | راسموس كواد        | فريق الدنمارك لركوب الدراجات للرجال 2018 ‏        | + 56 ث     |  |
| 10 | ديلان فان بارلي    | 2018 فريق هولندا لركوب الدراجات ‏                 | + 1 د 04 ث |  |

## وصلات خارجية
- لمحة عن سباق سباق الزمن لنخبة الرجال - بطولة أوروبا للدراجات 2018 على موقع  ProCyclingStats   (برو  سايكلنج  ستاتس) - إحصاءات  محترفي  الدراجات.
- سباق الزمن لنخبة الرجال - بطولة أوروبا للدراجات 2018 على موقع إحصائيات الدراجات الإحترافية (الإنجليزية)